# Barbara Schulthess
Barbara Schulthess (Zürich, 5 oktober 1745 - aldaar, 12 april 1818) was een Zwitserse salonnière.

## Biografie
Barbara Schulthess was een dochter van Heinrich Wolf, een zijdefabrikant, en van Anna Dorothea Hottinger. In 1763 huwde ze David Schulthess, die eveneens zijdefabrikant was. Ze had contacten met diverse schrijvers zoals Johann Kaspar Lavater en Philipp Christoph Kayser. Daarnaast ontmoette ze meermaals Johann Wolfgang von Goethe, met wie ze lange tijd zou corresponderen. De originele versie van Goethe's werk Wilhelm Meister is alleen bewaard gebleven in een kopie van Schulthess die pas in 1910 werd ontdekt.